# Iván Bächer

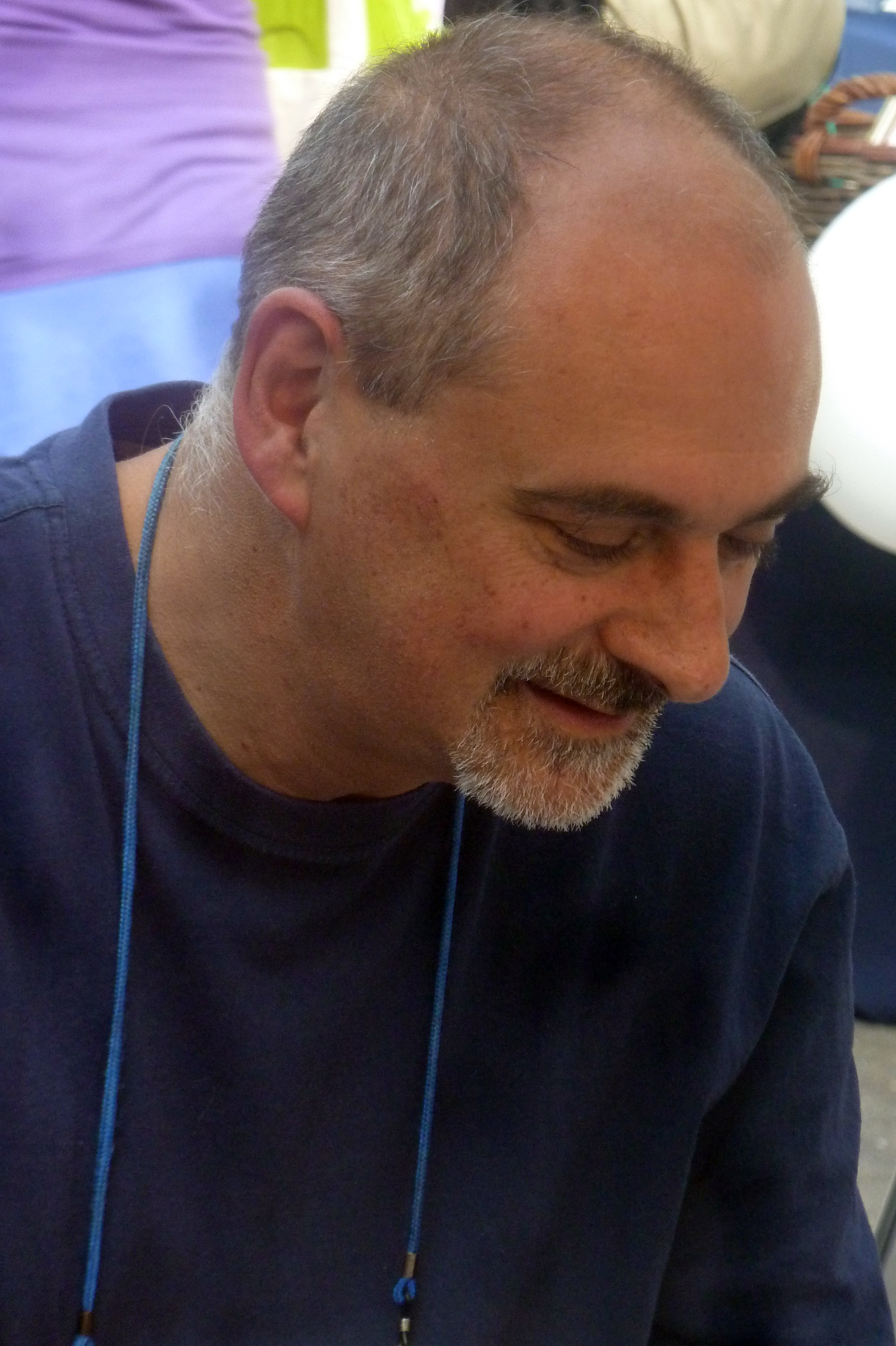
Iván Bächer (2012)

Iván Bächer (* 25. März 1957 in Budapest; † 2. Dezember 2013 ebenda) war ein ungarischer Schriftsteller und Journalist.

## Leben
Bächer schrieb als Kritiker für die ungarische Tageszeitung Népszabadság. Er veröffentlichte mehrere Bände mit Erzählungen und Novellen. Eine seiner Erzählungen bildete die Vorlage für die Fernsehoper Bekerítve von István Láng, die 1990 unter der Regie von György Molnár verfilmt wurde.
In deutscher Übersetzung von Tibor Schäfer erschienen ist Bächers Roman Rötúr unter dem Titel Retour (Schäfer Verlag, Herne 2011).